# Tabula Traiana

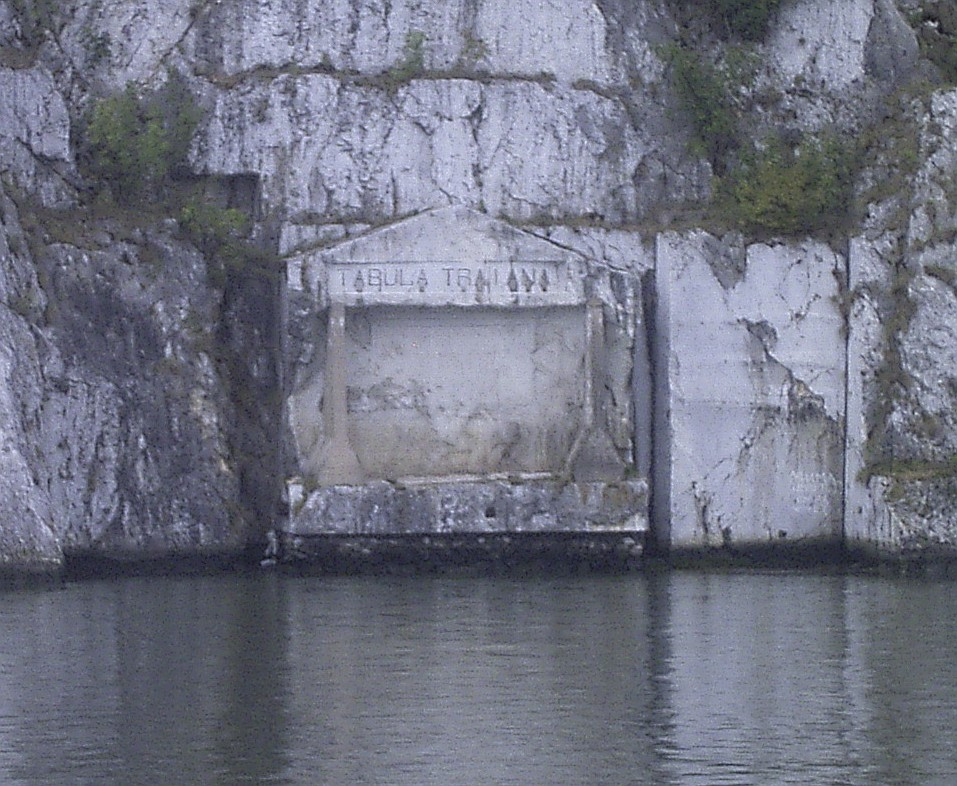
Het plaket van Trajanus (Tabula Traiana)

De Tabula Traiana (plaket van Trajanus) is een groot blok marmer met Romeinse inscriptie, ingemetseld in de rotswand van de IJzeren Poort, het kloofdal van de Donau. Het plaket bevindt zich in de buurt van het Servische plaatsje Golo Brdo ten westen van Kladovo in nationaal park Djerdap.

## Geschiedenis
De Tabula Traiana werd ten tijde van de regering van keizer Trajanus in het jaar 100 geplaatst ter ere van het gereedkomen van het Romeinse wegtraject van Golubac naar Kladovo. Deze weg was een deel van de rond 45 aangelegde Romeinse weg langs de Donau van Hüfingen naar Regensburg, die door Trajanus tot Belgrado werd doorgetrokken ten behoeve van de komende Dacische Oorlogen. Het Donaudal is bij de IJzeren Poort zo smal, dat er geen ruimte voor een gewone weg was. Apollodorus van Damascus, de Griekse architect van Trajanus, liet daarom horizontale balken in de rotswand bevestigen, waarop de weg werd gelegd. Op de zuil van Trajanus in Rome is de bouw van de weg afgebeeld.
Het plaket is 3,2 m breed en 1,8 m hoog. In 1972, bij het gereedkomen van de Djerdap-stuwdam, werd het plaket verwijderd en op een hogere plek opnieuw ingemetseld, net boven het waterniveau. De Romeinse straat ligt heden onder water.

## Inscriptie
De inscriptie op de Tabula Traiana luidt:
Imp(erator) Caesar divi Nervae f(ilius)
Nerva Traianus Aug(ustus) Germ(anicus)
pontif(ex) maximus trib(unicia) pot(estate) IIII
p(ater) p(atriae) co(n)s(ul) III
montibus excisi(s) anco(ni)bus
sublatis via(m) fecit
Dit betekent in het Nederlands ongeveer: De zoon van de goddelijke Nerva en regerend keizer Nerva Traianus Augustus Germanicus, pontifex maximus, tribunicia potestas voor de vierde maal, vader des vaderlands en driemaal consul, heeft bergen en stroom overwonnen en deze straat gebouwd.